# Nachtflug (Album)
Nachtflug ist das siebte Studioalbum des österreichischen Sängers Falco, das im September 1992 erschien.

## Entstehung und Veröffentlichung
Die Erstveröffentlichung von Nachtflug erfolgte am 24. September 1992 bei Electrola. Das Album erschien in seiner Originalausführung als CD (Katalognummer: 780322 2), LP (Katalognummer: 780322 1) und MC (Katalognummer: 7 80322 4 3) mit zehn Titeln. Am 30. November 2012 erschien eine remasterte Fassung mit einem Remixalbum als Beilage (Katalognummer: 4331842).
Alle Lieder wurden vom Interpreten selbst geschrieben. Beim Schreibprozess von acht der zehn Lieder bekam Falco Unterstützung vom niederländischen Autorenduo Ferdinand und Robert Bolland, die zudem für die Produktion aller Lieder verantwortlich. Nachdem Falco für sein vorheriges Album Data de Groove (1990) die Produzenten wechselte, arbeitete er bereits zwischen 1985 und 1988 mit dem Autoren- und Produzentenduo. Die beiden Titel Monarchy Now und Nachtflug schrieb Falco gemeinsam mit Harald Kloser.

## Titelliste
1. Titanic – 3:33
2. Monarchy Now – 4:10
3. Dance Mephisto – 3:28
4. Psychos – 3:16
5. Skandal – 3:56
6. Yah-Vibration – 3:35
7. Propaganda – 3:34
8. Time – 4:03
9. Cadillac Hotel – 5:11
10. Nachtflug – 3:15

2012 Remaster Bonusalbum
1. Dance Mephisto (Dance Mix) – 3:32
2. Dance Mephisto (Instrumental Radio Mix) – 3:27
3. Titanic (The English Video Version) – 3:41
4. Titanic (Club Mix – Another Mixz Mix) – 6:29
5. Titanic (TV-Mix) – 4:21
6. Titanic (Deep Tekno Tranz Mix) – 6:53
7. Titanic (Dance Till You Drop Techno – 127BPM) – 12:32
8. Titanic (House Vocal) – 5:45
9. Titanic (Funky Ragga) – 6:06
10. Titanic (Deep Tekno Tranz Edit) – 4:28
11. Titanic (Original Remix) – 4:20
12. Monarchy Now (Extended Club Mix) – 5:37
13. Monarchy Now (Beat 4 Feet Radio Mix) – 3:53
14. Monarchy Now (Schönbrunner Flieder Club Mix) – 5:38

## Mitwirkende
Albumproduktion
- Ferdinand Bolland: Bass, Begleitgesang, Grand Piano, Keyboard, Komponist, Liedtexter, Musikproduzent, Perkussion, Sampler, Synthesizer
- Robert Bolland: Bass, Begleitgesang, Grand Piano, Keyboard, Komponist, Liedtexter, Musikproduzent, Perkussion, Sampler, Synthesizer
- Johann Hölzel (Falco): Gesang, Komponist, Liedtexter
- Jan Hollander: Trompete
- Harald Kloser: Komponist, Liedtexter
- John Kriek: Toningenieur
- Bert Meulendijk: Akustikgitarre, E-Gitarre
- Hans Weekhout: Keyboard, Programmingung, Sampler, Toningenieur

Visualisierung
- Hannes Rossbacher: Artwork
- Curt Themessl: Fotograf[2]

## Singleauskopplungen
| Jahr | Titel          | Höchstplatzierung, Gesamtwochen, AuszeichnungChartplatzierungen (Jahr, Titel, , Platzierungen, Wochen, Auszeichnungen, Anmerkungen) | Höchstplatzierung, Gesamtwochen, AuszeichnungChartplatzierungen (Jahr, Titel, , Platzierungen, Wochen, Auszeichnungen, Anmerkungen) | Anmerkungen                        |
| Jahr | Titel          | DE | AT | Anmerkungen                        |
| ---- | -------------- | --- | --- | ---------------------------------- |
| 1992 | Titanic        | DE47 (4 Wo.)DE | AT3 (18 Wo.)AT | Erstveröffentlichung: Juni 1992    |
| 1992 | Dance Mephisto | — | AT17 (3 Wo.)AT | Erstveröffentlichung: Oktober 1992 |
| 1992 | Nachtflug      | — | — | Erstveröffentlichung: 1992         |

## Kommerzieller Erfolg

### Chartplatzierungen
| ChartsChartplatzierungen | Höchstplatzierung | Wochen |
| ------------------------ | ----------------- | ------ |
| Deutschland (GfK)        | 73 (3 Wo.)        | 3      |
| Österreich (Ö3)          | 1 (12 Wo.)        | 12     |

### Auszeichnungen für Musikverkäufe
| Land/Region       | Auszeichnungen für Musikverkäufe (Land/Region, Auszeichnung, Verkäufe) | Verkäufe |
| ----------------- | ---------------------------------------------------------------------- | -------- |
| Österreich (IFPI) | Gold                                                                   | 25.000   |
| Insgesamt         | 1× Gold ·                                                              | 25.000   |